# 布里斯托尔镇区 (艾奥瓦州沃思县)
布里斯托尔鎮區（英語：Bristol Township）是位於美國愛荷華州沃思縣的一個行政鎮區。

## 地方資料
根據2010年美國人口普查的數據，布里斯托尔鎮區的面積為93.06平方千米，當中陸地面積為90.55平方千米，而水域面積為2.51平方千米。當地共有人口471人，而人口密度為每平方千米5.06人。